# Rumpfparlament (Deutschland)

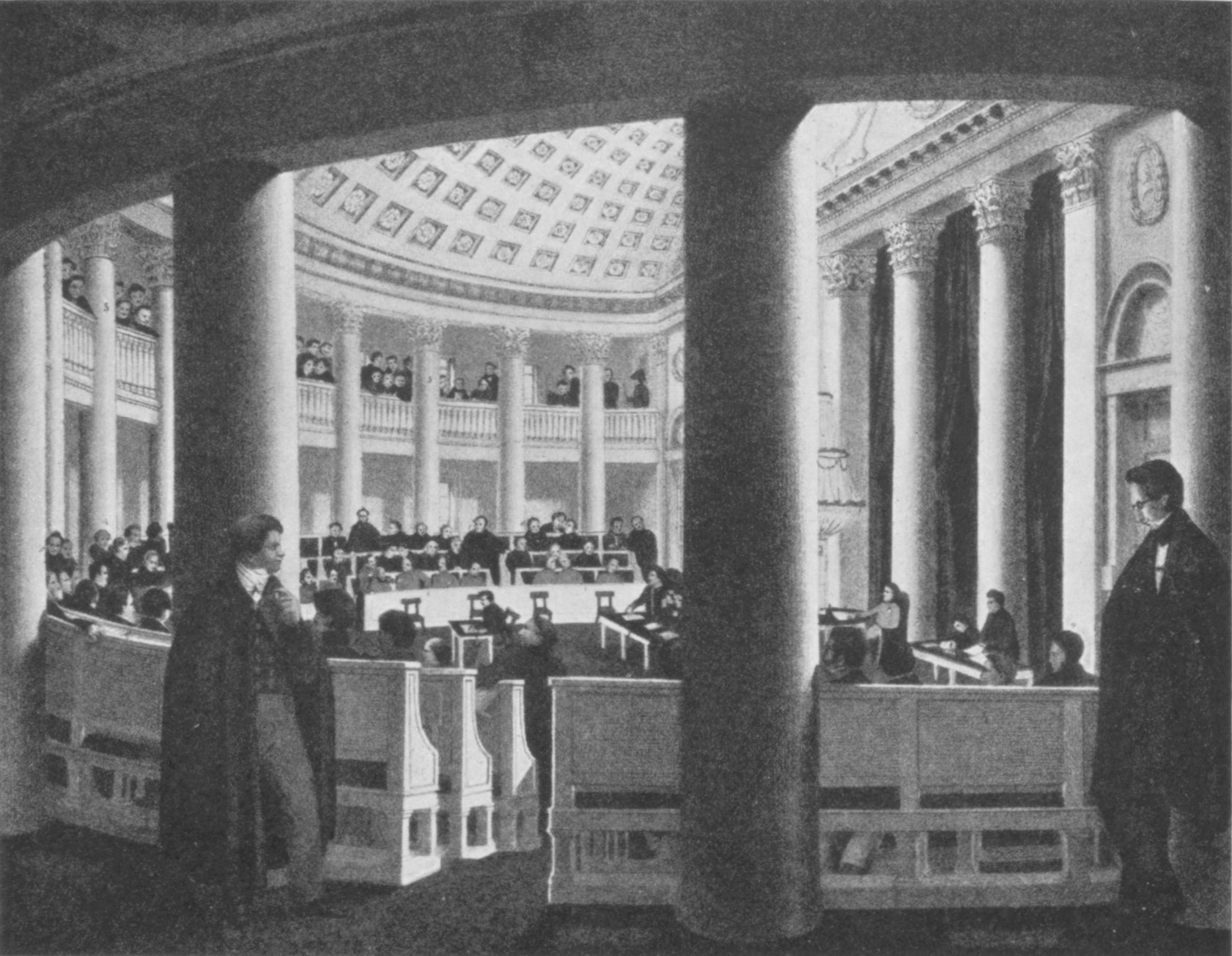
Der Halbmondsaal der Stuttgarter Ständekammer, erster Tagungsort des Rumpfparlaments (Lithographie von Jakob Heinrich Renz nach einer Zeichnung von Julius Nisle)

Im sogenannten Rumpfparlament traten vom 6. bis 18. Juni 1849 in Stuttgart vor allem die linken und weiterhin revolutionsbereiten Abgeordneten der 1848 gewählten Frankfurter Nationalversammlung zusammen. Trotz des Scheiterns dieser ersten gesamtdeutschen Volksvertretung versuchten die verbliebenen Abgeordneten deren Arbeit fortzuführen, ein über dessen Ziele hinausgehendes demokratisches und sozialrevolutionäres Programm zu verwirklichen und die Errungenschaften der Märzrevolution zu bewahren.
Nachdem König Friedrich Wilhelm IV. von Preußen die Annahme der Kaiserwürde und der Paulskirchenverfassung verweigert hatte, verblieb in Frankfurt nur eine kleine Gruppe konservativer Parlamentarier zusammen mit der Zentralgewalt. Die meisten übrigen Abgeordneten, darunter die liberalen Befürworter einer konstitutionellen Monarchie, hatten ihr Mandat auf Druck Preußens und anderer Staaten des Deutschen Bundes niedergelegt. Auch Spannungen zwischen Gemäßigten und Radikalen hatten zu Austritten aus der Nationalversammlung geführt. Nach deren Ausweisung aus Frankfurt wich ihr verbliebener linker Flügel in die Hauptstadt des Königreichs Württemberg aus, wurde von dort aber nach wenigen Tagen gewaltsam vertrieben.
Das Stuttgarter Rumpfparlament war der letzte Versuch, die im Zuge der Märzrevolution entstandenen parlamentarisch-demokratischen Strukturen zu retten. Zugleich war es Ausdruck der Spaltung der parlamentarischen Bewegung im damaligen Deutschland. Kurz nach seiner Auflösung wurde die auf Freiheit und Einheit Deutschlands zielende Revolution endgültig niedergeschlagen.
Die Bezeichnung selbst lehnte sich spöttisch an den Namen des englischen Rumpfparlaments an, das entstanden war, nachdem Oliver Cromwell 1648 alle missliebigen Abgeordneten aus dem Unterhaus vertrieben hatte.

## Bekämpfung der Nationalversammlung

Institutionen im revolutionären Deutschland, Juni und Juli 1849: Während das Rumpfparlament und die Reichsregentschaft bekämpft wurden, unternahm der preußische König Schritte zur Erfurter Union

Nach der Ablehnung der von der Kaiserdeputation der Nationalversammlung angebotenen Kaiserkrone durch den preußischen König Friedrich Wilhelm IV. und der zögerlichen Annahme der Reichsverfassung durch die Staaten des Deutschen Bundes war die Arbeit der Frankfurter Nationalversammlung praktisch gescheitert. Die größeren Monarchien wie Preußen, Österreich, Bayern und Sachsen, aber auch das Königreich Hannover beriefen ihre Abgeordneten widerrechtlich ab. Viele gemäßigt liberale Abgeordnete, die hinter dem Konzept einer konstitutionellen Monarchie gestanden hatten, legten ihr Mandat auch wegen der gewaltsamen Aufstände (Badische Revolution, Dresdner Maiaufstand, Elberfelder Aufstand, Iserlohner Aufstand von 1849, Pfälzischer Aufstand) nieder. Am 26. Mai musste die Nationalversammlung aufgrund der dauerhaft geringen Präsenz ihre Beschlussfähigkeitsgrenze auf 100 Abgeordnete absenken. In der Paulskirche in Frankfurt verblieben im Laufe des Mai 1849 großteils linke und dazu einige konservative Abgeordnete. Dies wiederum führte dazu, dass die Stadt Frankfurt auf preußischen Druck die Ausweisung der restlichen Abgeordneten aus der Stadt vorbereitete.
Am 30. Mai beschloss die Mehrheit der Nationalversammlung daher, der Einladung des württembergischen Abgeordneten Friedrich Römer, der zugleich württembergischer Justizminister war, zu folgen und von der Paulskirche in die Hauptstadt Württembergs umzuziehen. Diese Lösung schien den Abgeordneten vorteilhaft, da Württemberg aufgrund innerer Spannungen und auf Betreiben Römers als erstes Königreich bereits am 28. April 1849 die Reichsverfassung anerkannt hatte und außerhalb des Einflussbereichs Preußens, aber nahe an den süddeutschen Hochburgen der demokratischen Bewegungen lag.

## Radikalisierung des Rumpfparlaments

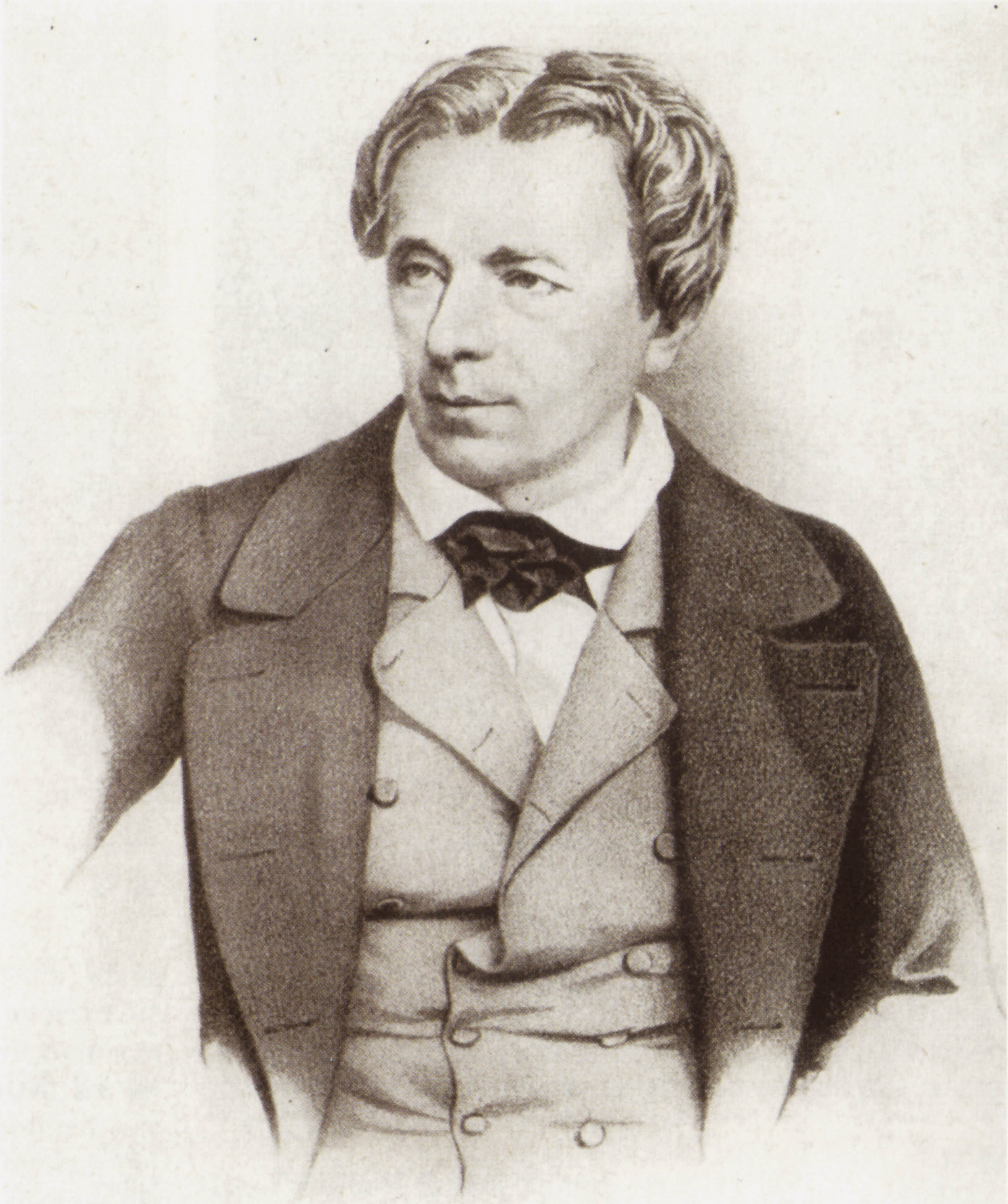
Friedrich Römer (Lithographie von Valentin Schertle, 1848)

In Stuttgart tagten die 154 verbliebenen Abgeordneten ab dem 6. Juni im Halbmondsaal der württembergischen Ständekammer. Zum neuen Präsidenten des Parlaments wurde Wilhelm Loewe (Calbe) gewählt, da der bisherige Präsident Theodor Reh sein Abgeordnetenmandat niedergelegt hatte. Da Reichsverweser Erzherzog Johann das Stuttgarter Rumpfparlament nicht anerkannte, wurden die gesamte Provisorische Zentralgewalt von den Abgeordneten für abgesetzt erklärt. Stattdessen proklamierte das Rumpfparlament eine provisorische Reichsregentschaft, der die Abgeordneten Raveaux, Vogt, Simon und Schüler sowie August Becher angehörten.
Wichtigster Ausschuss war der nach der Anzahl der Delegierten benannte Fünfzehnerausschuss, der den Ausschuss zur Durchsetzung der Reichsverfassung ersetzte. Der neue Tagungsort und die Reichsregentschaft konnten jedoch nicht darüber hinwegtäuschen, dass das Rumpfparlament nicht nur ohne reale Macht war, sondern auch die tatsächliche Legitimation sowie die Verankerung mit dem politischen Geschehen in Deutschland kaum mehr vorhanden war. So schrieb Römer am 17. Juni an Loewe:

„Ich will mit Ihnen nicht streiten über den rechtmäßigen Bestand der bis auf hundert Mitglieder herabgesunkenen Nationalversammlung. Ich für meine Person erkenne an, dass der Nationalversammlung zusteht, ihre Geschäftsordnung hinsichtlich der Beschlussfähigkeit der Versammlung abzuändern und nach und nach selbst bis auf drei Mitglieder herabzusetzen. Aber wenn es sich um die Anerkennung der Beschlüsse einer solchen Versammlung handelt, so muß man nach meiner Überzeugung einen andern als den bloss juristischen Maßstab anlegen.“

## Ende
Angesichts der revolutionären Unruhen im Rahmen der Reichsverfassungskampagne mit den nahen Brandherden in Baden und der Pfalz bereute die württembergische Regierung die nicht mit ihr abgestimmte Einladung an das Parlament schon nach wenigen Tagen, insbesondere da sich das Rumpfparlament und die Reichsregentschaft immer mehr radikalisierten und zur Steuerverweigerung sowie zum militärischen Widerstand gegen die Nichtanerkennung der Verfassung durch die Bildung eines Reichsheeres aufriefen.
Gleichzeitig fürchtete die württembergische Regierung ein Eingreifen der nach Baden vorrückenden preußischen Truppen aufgrund der Anwesenheit des Rumpfparlaments in Stuttgart.

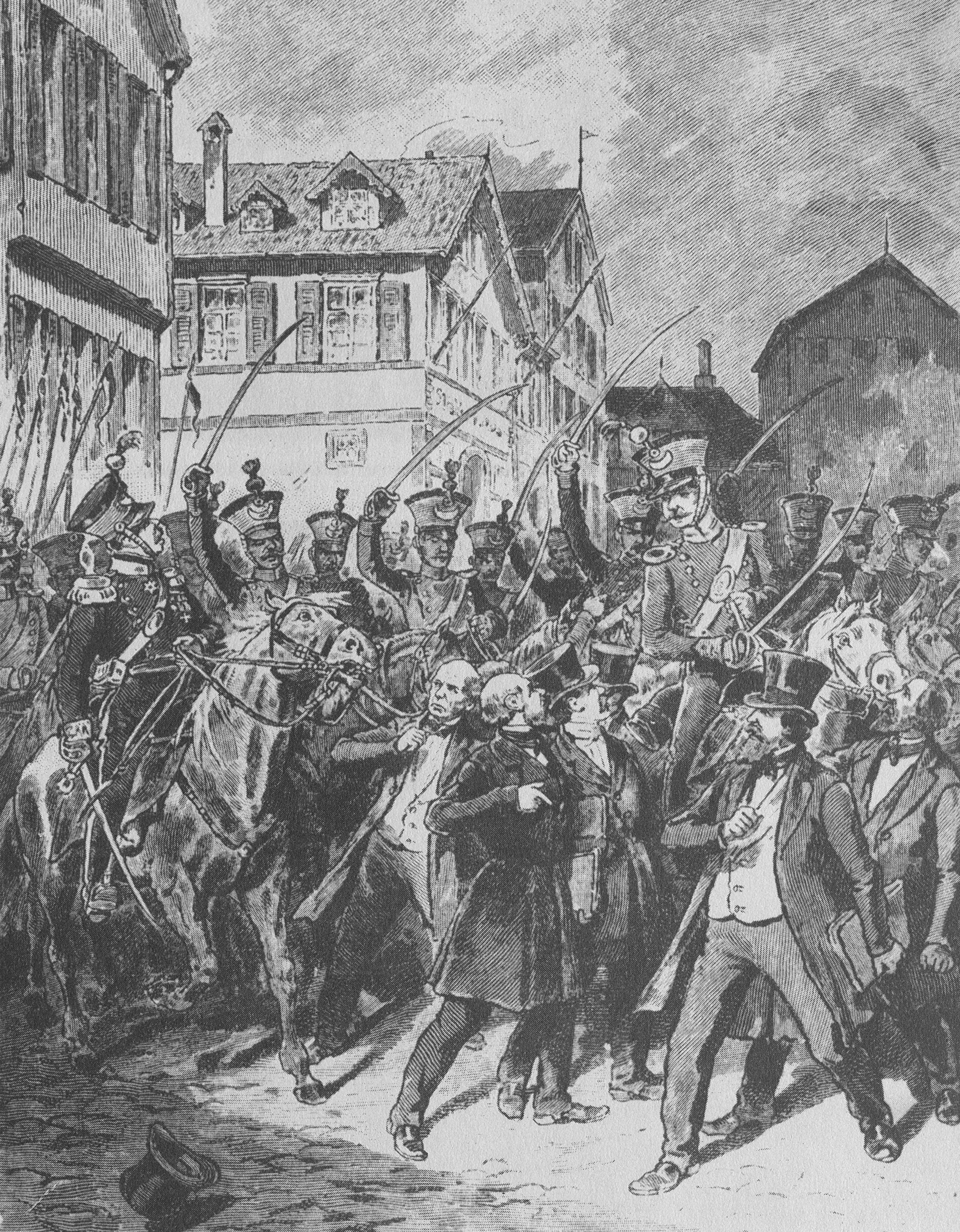
Auflösung des Rumpfparlaments am 18. Juni 1849: Württembergische Dragoner treiben die Demonstration der ausgesperrten Abgeordneten auseinander (Buchillustration von 1893)

Römer legte sein Abgeordnetenmandat bereits in der ersten Sitzung am 6. Juni nieder, nachdem die neue provisorische Reichsregentschaft dem eigenen Verständnis als Reichsregierung folgend, aber ohne politischen Realitätssinn, die Hoheit über alle Bundesstaaten des Deutschen Bundes beansprucht hatte und so auch die württembergische Autonomie beeinträchtigte. Bereits nach der Sitzung vom 8. Juni musste das Parlament die Ständekammer verlassen und sich einen provisorischen Tagungsort suchen.
Am 17. Juni teilte Römer dem Parlamentspräsidenten abends mit, „dass die württembergische Regierung sich in der Lage befindet, das Tagen der hierher übersiedelten Nationalversammlung und das Schalten der von ihr am 6. dieses Monats gewählten Reichsregentschaft in Stuttgart und Württemberg nicht mehr länger dulden zu können.“  Am 18. Juni besetzte württembergisches Militär vor Sitzungsbeginn den Tagungsort, das Fritz’sche Reithaus. Der von den noch 99 in Stuttgart befindlichen Abgeordneten daraufhin improvisierte Demonstrationszug in Richtung des Sitzungssaales wurde durch das Militär schnell und ohne Blutvergießen aufgelöst; die nicht-württembergischen Abgeordneten wurden des Landes verwiesen.
Die Reichsregentschaft um Raveaux floh über Freiburg im Breisgau nach Baden-Baden, wo sie am 22. Juni eintraf, um sich anschließend mit einigen Abgeordneten nach Karlsruhe an den Sitz der badischen Revolutionsregierung zu begeben und die Nationalversammlung dort weiterzuführen. Bereits am Tag zuvor hatten die badischen Revolutionäre im Gefecht bei Waghäusel jedoch eine entscheidende Niederlage zu verzeichnen und befanden sich im teilweise ungeordneten Rückzug, insbesondere, da eine zweite preußische Armee bei Germersheim den Rhein überschritten hatte. Daraufhin wandte sich die Reichsregentschaft wieder nach Freiburg, wo sie ab dem 24. Juni ihren Sitz nahm. Am 30. Juni floh sie vor den heranrückenden Truppen in die Schweiz.

## Erinnern vor Ort

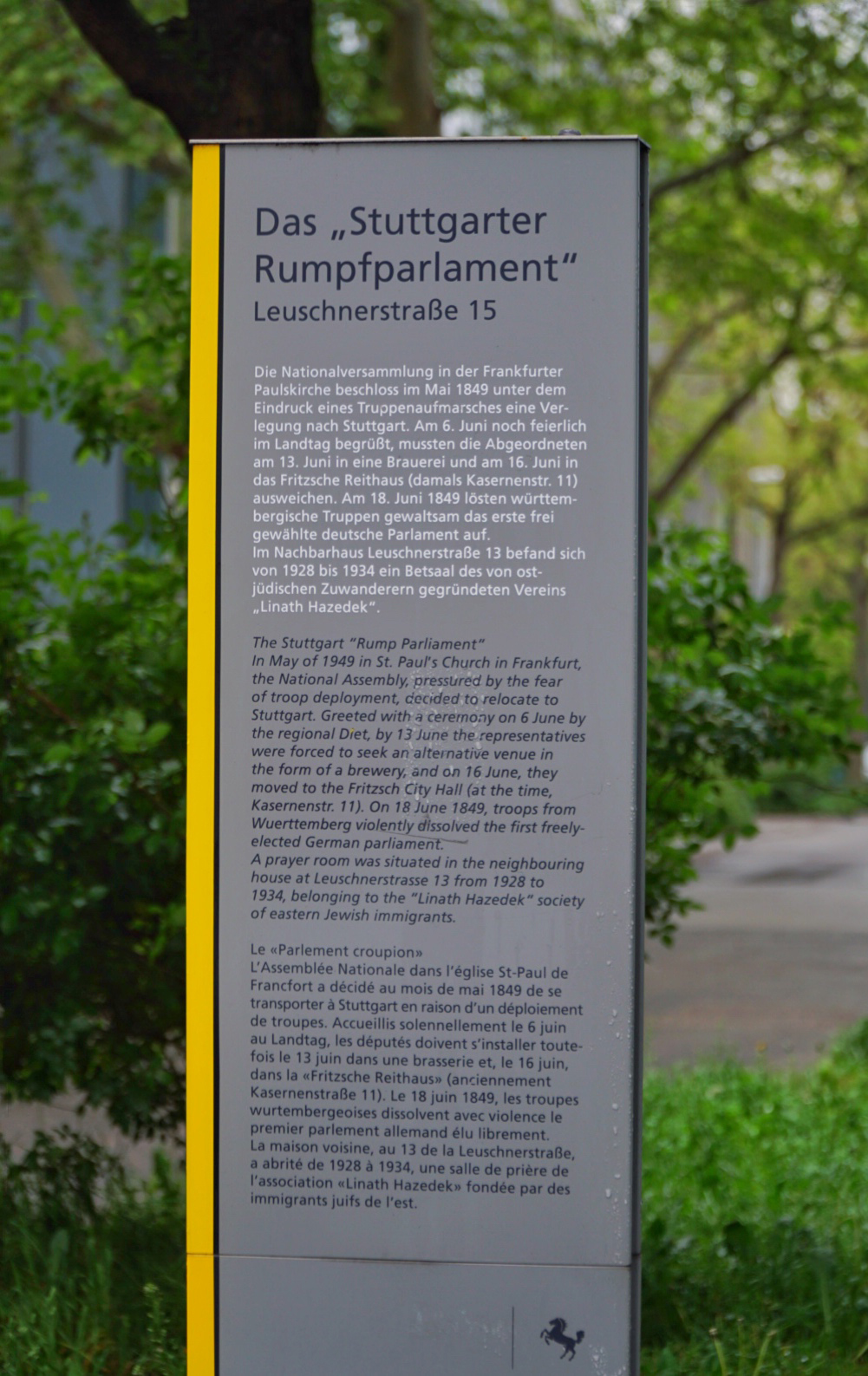
Diese Gedenktafel in der Leuschnerstrasse erinnert an das Stuttgarter Rumpfparlament.

Das Rumpfparlament tagte in der Zeit vom 6. bis zum 18. Juni an folgenden Orten: Im Alten Landtag (2×), in der Bierhalle August-Kolb (1×), im Fritzschen Reithaus (1×) und im Hotel Marquardt (1×).
Am 18. Juni 1849 machten sich die Abgeordneten zu Fuß auf den Weg vom Hotel Marquardt zum Fritzschen Reithaus. Auf Befehl von Friedrich Römer wurde das Reithaus zuvor schon von Truppen umstellt. Auf dem Weg wurden die Abgeordneten in der Leuschnerstraße, die sich im Hospitalviertel befindet, von einem Dragonerregiment gestoppt. An diesem Ort befindet sich heute eine Stele, die an das Rumpfparlament in Stuttgart erinnert.